# 水星唱片
水星唱片（英語：Mercury Records）是环球唱片旗下的一家唱片公司。其在美國和英國的發行廠牌分別為小島唱片和維京EMI唱片。
自小島唱片、摩城唱片、水星唱片和Def Jam唱片組成小島Def Jam音樂集團以來，水星唱片開始由小島唱片管理，但其再版權仍由小島Def Jam音樂集團持有。

## 背景
水星唱片公司於1945年在芝加哥成立，幾十年來取得了巨大成功。水星唱片的成功歸功於其使用另類行銷技術來推廣唱片。一些主要唱片公司如RCA Victor、迪卡唱片和Capitol Records所採用的傳統唱片推廣方式依賴於電台播放，但 Mercury Records 聯合創始人 Irving Green 決定改用 點唱機 來推廣新唱片。透過降低推廣成本，Mercury 能夠與更成熟的唱片公司競爭，從而成為一家成熟的唱片公司。

### 開始
水星唱片公司於 1945 年在芝加哥成立，創辦人為歐文‧格林 (Irving Green)、伯利‧亞當斯 (Berle Adams)、雷‧格林伯格 (Ray Greenberg)。

## 外部連結
- 水星唱片 （页面存档备份，存于） - 官方網站
- 水星唱片 （页面存档备份，存于） – 美國網站
- 水星唱片 – 英國網站
- 水星唱片 – 澳大利亞官方網站
- 水星納什維爾 （页面存档备份，存于） – 官方網站